# Adam (gora)
Adam je 2012 metrov visoka gora v Julijskih alpah.
Vrh se nahaja med Jezerskim prevalom, planino Jezerce in Prevalskim Stogom, do njega pa ne vodi nobena urejena pot.